# ぷよぷよ!!クエスト
『ぷよぷよ!!クエスト』はセガから配信されているパズルRPG。略称はぷよクエ。登録不要でプレイが可能で、基本的なゲームプレイについては無料となっている（一部、有料のアイテムが存在する）。
対応プラットフォームは、スマートフォンでは2013年4月24日よりiOS版、2013年6月11日よりAndroid版が配信された。
過去にはAndroid向けFire OS（Amazon.com）版（2014年10月1日配信開始、2018年11月12日サービス終了）や、DMM.com提供でPC向けのMicrosoft Windows版（2018年3月1日配信開始、2019年6月27日サービス終了）でも展開されており、Windows版はスマートフォン版との連携も実施されていた。

## 概要
本作はパズルゲーム『ぷよぷよ』の基本ルール（同色のぷよが4個以上つながると消える）をベースに、RPGの要素を組み合わせたパズルRPGとなっている。なお、本作は元来『ぷよぷよ!! Puyopuyo 20th anniversary』（以下『20th』）の派生作品として開発されたが、2022年の時点においてはシリーズの中心的な作品の一つとされている。
プレイヤーは「プワープアイランド」と呼ばれる不思議な島を舞台に、共に飛ばされてきた仲間キャラクターとともに、魔導師見習いの一人として冒険していくという設定となっている。
サービス開始から長らく一貫したストーリーは設けられていなかったが、2021年10月末のリニューアルにより、新キャラクターのあたりをはじめとした時空探偵らの活躍を主題としたメインストーリーが実装された。また、この追加ストーリーはぷよぷよシリーズの30周年記念も兼ねており、過去のぷよぷよシリーズの世界観も舞台に用いられている。
RPG的な要素はキャラクターカードの収集と育成、他のユーザーとのバトルモードのみとなっている。
プレイヤーはスターティングメンバー（スタメン）5枚+控えメンバー4枚+他のプレイヤーから借りる（サポーター）1枚の、最大10枚のカードで構成されるデッキを編成し、クエストへ挑戦する。クエストでは、決められた回数（ステージ数）の戦闘を行う。戦闘が開始されると、ぷよぷよを消すパズルをプレイし、その際の連鎖により味方カードが攻撃を行う。連鎖が大きいほど攻撃が強くなる。戦闘を繰り返して、クエストクリアを目指す。プレイヤーが使用できるカードは戦闘に勝利した際の一定確率のドロップ、アイテムによる召喚、イベント、雑誌や関連商品（本家『ぷよぷよ』シリーズのソフトなど）による特典などによって入手する事ができる。
ゲーム自体は無料で配信されているが、一部のカード召喚やカード所持上限の拡張などに必要なアイテム「魔導石」や、魔導石の他に様々なアイテムを入手出来たり特定の機能を使用出来る「追加パック」や「ぷよクエパス」など、有料課金のアイテムが存在する。
キャラクターデザインについては、そのタイトルが示す通り基本的には『ぷよぷよ!! Puyopuyo 20th anniversary』（以下『20th』）に準拠しているが、『20th』とは異なり複数人のデザイナーが担当しているほか、『20th』には登場していない過去の『ぷよぷよ』ならびに『なぞぷよ』シリーズのキャラクター（旧コンパイル時代のシリーズも含む）や、本作で新たに作られたオリジナルキャラクターも多数登場している。
2000年12月にプレイステーションで発売された『ぷよぷよBOX』内にも「ぷよぷよクエスト」という同名のRPG仕立てのモードが収録されていたが、本作との関連性は全く無い。
また、2013年11月から2017年3月までの間に稼働していたアーケードゲーム『ぷよぷよ!!クエスト アーケード』（以下：『アーケード』）は、本作とは異なるシステムを有しており、『アーケード』のプロデューサーを務めた渡邉正勝も、本作とは別物である旨を2013年春の4Gamer.netとのインタビューの中で明言している。
その一方で、本作では『アーケード』との連携機能が用意されたほか、本作の登場キャラクターの中には『アーケード』の方から移植されたキャラも存在する。

## 対応機種・登録方法
以下は動作保証をしている機種。
iOS（初回リリース 2013年4月24日）
提供はApp Store。iOS 9以降のiPhone 5s・iPad Air・iPad mini (第2世代)以降・iPod touch(第6世代以降)に対応する。
Android（初回リリース 2013年6月11日）
提供はGoogle Play。Android OS4.1以降を搭載した端末に対応する。詳細は公式サイトを参照のこと。
Fire OS（初回リリース 2014年10月1日）
提供はAmazon.com。
2018年11月12日11時をもってサービス終了。
Microsoft Windows（初回リリース 2018年3月1日）
提供はDMM.com。対応OSはWindows 7 / 8.1 / 10 32・64bit日本語版。
2019年6月27日11時をもってサービス終了。
また、機種変更した場合にはデータの引継ぎも可能。登録は不要でプレイ可能だが、退会という仕組みが存在せず、一度登録したデータは削除されない。このことから、IDならびにパスワードを控えておくことにより再インストールや別端末でもプレイが再開できる。
一時期DMMで配信されていたPC版はアプリ版とデータ連携を行うことが可能で、一旦連携した場合は双方で同一のID・プレイデータを使用することになっていた（一度連携した後に解除することは不可能だった）。

## ゲームシステム

### クエストの流れ
クエストは1つ以上の、「ステージ」と呼ばれるターン制のバトルで構成される。ターンの基本的な流れは同ジャンルのゲームである『パズル&ドラゴンズ』（以下パズドラ）のバトルと同様。

戦闘では、敵側のカードのHPを全て0にするとステージクリアとなり、次のステージへ進む。クエスト内のステージをすべてクリアすることでクエストクリアとなり、プレイヤーは報酬を得ることが出来る。逆に味方側のカードが全滅した場合はゲームオーバーとなるが、魔導石を使用してコンティニューする事も可能。
イベントによってはステージ制ではなく、特定のボスキャラクターとのみ対決する一発勝負で行われるケースもある。

#### パズル
プレイヤーは縦6×横8マスのマトリックス方式のパズル画面（フィールド）にある赤・青・緑・黄・紫の5種類の「ぷよ」を指でなぞって消す（なぞり消し）。これによって空間を空けると、その上にあるぷよが落下する。同じ色のぷよが4個以上縦横につながると消え、その動作が連鎖することで味方カードに攻撃させる。ぷよの消し方などといったルールは基本的に本家「ぷよぷよ」と同じだが、自分で積むのではなく積まれていることと、連鎖が途切れるとフィールドの上から新しいぷよが補充されて空きが埋まる点が本家の「ぷよぷよ」と異なる。
パズルでは、主に以下のブロックが登場する。
色ぷよ
赤・青・緑・黄・紫の5種類があり、色によって「赤ぷよ」などと呼ばれる。同色が4個つながって消えることで、味方カードが攻撃力を発揮する。ぷよの色はカードの色属性に対応しており、例えば赤ぷよを消すと味方にいる赤属性のカードが攻撃を行う。
クエストによってはステージ効果により、特定の色が1色出現しないケースがある。
ハートBOX
ハートマークが描かれた、ピンク色の四角形のブロック。隣接するぷよが消えることによって同時に消え、個数に応じて味方カードの残りの体力を回復させる。直接なぞって消すこともできるが、その場合は回復は発生せずに無効となる。
基本的に通常のぷよと同じく上から降ってくるが、原則としてネクストに出現することは無い。一部のキャラクターのスキルやリーダースキルによって、通常のぷよから変化して出現するパターンもある。
一部のクエストではステージ効果により全く出現しなかったり（スキルで作成した場合は例外）、消すと逆にダメージに変換される場合がある。
チャンスぷよ（だいれんさチャンス）
点滅している色ぷよ。通常のフィールドで6連鎖以上をするか、なぞり消しで16個以上の同時消しを起こすと、フィールド内に1個降ってくる。
一部のキャラクターのスキルやリーダースキルによって、通常のぷよから変化するパターンもある。
2020年頃からはリーダースキルなどで、ネクストにチャンスぷよが出現するパターンも導入された。
連鎖でチャンスぷよを消すと「だいれんさチャンス」が発生する。だいれんさチャンスでは連鎖のタネが出現し、それを消化することで大連鎖を発生させ攻撃力に上乗せすることができる。
連鎖のタネは『ぷよぷよフィーバー』のフィーバーモードと類似しているが、相違点として本作ではタネに余分なぷよが仕込まれており、10秒の制限時間内に該当するぷよをなぞって消すことによって連鎖が発生する仕組みとなっている。
「○個なぞる」等のヒントが表示され、それに従って上手く消すと最大連鎖と全消しを行えるシステムとなっている。
だいれんさチャンスの最大連鎖数は、直前の連鎖数＋巻き込んだチャンスぷよの数＋3連鎖（最大10連鎖で打ち止め）となる。
一部のキャラクターはチャンスぷよを消さなくてもスキルの効果によって発動できるケースもあり、後には派生バージョンとして問題が連続で出題される『だいれんさフィーバー』を発生させるスキルをもつキャラクターも実装されている。
チャンスぷよを直接なぞって消すこともできるが、その場合は「だいれんさチャンス」は発生せずに無効となる。また、「だいれんさチャンス」中に6連鎖以上をしても、新たなチャンスぷよは出現しない。
プラス状態
右下にプラスマークが付いた、二重の色ぷよ。特定のキャラクターのスキルやリーダースキルによって、通常の色ぷよから変化する。
「消したとき」と「個数を参照するとき」に色ぷよ2個分としてカウントされる。
後に一部キャラクターのスキルやリーダースキルによって、ネクストにプラスのぷよが出現するパターンも導入された。
また、一部のクエストや一部のスキルにより、以下の特殊なブロックが出現する事がある。
おじゃまぷよ
一部の敵キャラクターのスキルによって出現する。直接なぞって消す事ができず、隣接する色ぷよが消えることで同時に消える。
ある程度ターンが経過すると、敵のスキルによってフィールドに残った個数に応じて敵の攻撃に変換される場合がある（後述の固ぷよも同様）。連鎖で消すと、色ぷよ1個分の同時消しボーナスが発生する。
固ぷよ
一部の敵のスキルによって出現する。隣接する色ぷよが消えることで、おじゃまぷよに変化する。おじゃまぷよと同様、直接なぞって消す事ができず、『ぷよぷよ通』などにおける固ぷよと異なり、隣接する2辺以上で色ぷよが消えても一発では消えない。
プリズムボール
一部の味方・敵のスキルによって出現する、5色の光るボール。隣で色ぷよが消えると同時に消え、色を問わず全てのカードが1個につき1連鎖分×3の攻撃力を発揮する。この攻撃力は、連鎖ボーナスなどの影響を受けない。
直接なぞって消すこともできるが、その場合は効果が発生しない。
ぷよが消えた後は上から新たなぷよが補充されるが、フィールドの各列には次に補充されるぷよの色が「ネクストぷよ」として、1個分のみが示される。それより上のぷよは、連鎖が途切れて補充されるまでは確認することが出来ない。
フィールドが空になると「全消し」となって全員に体力回復が発生し、だいれんさチャンス中以外は通常通り即座に追加のぷよが補充される。
通常のクエストでは1手あたりの時間制限は無く、ぷよが消える前にタッチしたままの指をフィールドの外へスライドさせることによってなぞりをキャンセルすることが出来る。
なぞり消し後の連鎖に応じて味方カードが攻撃し、1ターンが経過する。従来のマッチ3ゲームはブロックを動かす操作だったが、本作はぷよを直接さわって消去する方式ということが特徴となっている。
1手で消去できるぷよは通常は5個だが、相手の攻撃ターンとなるまで連続して操作することが可能。
なお、「だいれんさチャンス」発生中や「みんなとバトル」、「みんなでクエスト」などでは時間制限があり、これらでタイムアップになると消せないままターンが終了する。

### キャラクター
クエストをプレイしてる間は味方ならびに相手チームのカードがアイコンで表示され、それぞれ現状のリーダー（デッキの筆頭に設置されているキャラクター）が立ち絵で表示される。
本作では従来のぷよぷよシリーズを初出とするキャラクターに加えて、本作で新たに作られたオリジナルキャラクターも多数登場している。また、強化専用の素材アイテムや、プレイヤーが入手出来ないCPU専用のキャラクター（カード）も存在する。
2024年2月7日の時点で6,024種類のカードが登場している。
『ぷよぷよ』本編で同一キャラクターとして扱われているキャラクターでも、本作では定期的に行われるイベントなどに応じて、衣装や姿ごとに別々のキャラクターとしてカードが用意されている。同一キャラクター扱いのカードを合成するとスキル経験値が獲得できる仕様となっており、この場合は別のバージョンのカードについても適用される。また、2人1組や3人1組のキャラクターも存在している。
大概のキャラクターには、ぷよを消したときの連鎖ボイスや、カード詳細画面のセリフなどで再生されるボイスなどが収録されており、設定で有無を切り替えることも可能となっている。ボイスに対応したキャラクターは、既存のキャラクターか本作のオリジナルキャラクターを問わず、随時追加されている。連鎖のボイスは従来の『ぷよぷよ』シリーズとは異なり、一部の特殊なキャラクターを除いて『20th』の「ペアでぷよぷよ」のように、10連鎖までは連鎖数を「1」「2」……「10」のようにカウントアップするものに統一されており、11連鎖以降は独自のフィニッシュボイスを連呼する。原作の連鎖ボイスのような魔法や技の名前（アルルの「ばよえ～ん」など）は、本作ではおもにスキルの名称とその発動時のボイスにあてられている。下記のコラボレーションにより登場した他作品の一部キャラクターにも、撮り下ろしのボイスが実装されている場合もあれば、ライブラリ音声で実装されるケースもある。
各キャラクターごとに「ボーイズ」「ガールズ」「どうぶつ」「剣士」「めがね」「ナゾ多き」などの特徴がいくつか設定されており、特徴の共通したキャラクターが3体以上連続して並んだ場合、コンビネーションボーナスが発生し、それらの能力がアップする。レアリティやバージョンによって姿が異なる場合は、カードが所持するコンビネーションが変化する場合がある。

#### 能力
味方カードにはタイプ・属性・レベル・レアリティ・たいりょく・こうげき・かいふく・コスト・スキル・スキルレベル・リーダースキル・特攻スキル・アビリティ・とっくん（とくもりとっくん）などのパラメーターが設定されている。敵キャラクターにもクエストの難易度に応じて、攻撃タイプ・HP・属性・攻撃力のパラメーターが設定されている。
バトルにおいてパーティーに編成した味方カードのたいりょくは、各カードごとに個別で持っている。攻撃も個々のカードに対して行われ、攻撃を受けたカードのたいりょくが尽きて0になるとそのカードはクエストから離脱し、控えのカードがいる場合はそれが順番に補充される。全てのカードが離脱するとクエスト失敗となるが、魔導石1個を消費することでコンティニューが可能となっている。コンティニューするとすべてのカードが復活し、ランダムに選ばれた味方カードが即座にスキルを発動できる状態となる。コンティニューしなかったり途中でリタイアを選択した場合はゲームオーバーとなり、クエスト中に獲得したアイテムはすべて失われ、経験値やコインも無効となる。
スタメンの左端のカードとサポーターはリーダー扱いとなり、後述のリーダースキルが発動する。本作では『パズドラ』などとは異なり、リーダーのカードの体力が尽きて離脱した場合は空きが詰められることによって、ゲーム中にリーダーとリーダースキルの入れ替えが発生するシステムとなっている。ただし、サポーター側のリーダーは離脱しても入れ替わらず、そのまま空きとなる。
本作における各キャラクターの属性は「色」であり、たとえば「赤」が「火」で「青」が「水」といった概念はない。そのような概念を持つ一部のキャラクターはそれに応じた色分けがされているが、大半のキャラクターは色のイメージ（髪や服装の色など）によって属性分けが行われている。
タイプ
キャラクターの能力値の伸び方の傾向で、『バランス』・『こうげき』・『たいりょく』・『かいふく』の4種類のタイプがある。バランスは平均型で、他の3タイプはその名前どおりのパラメーターが伸びを示す。カードによっては、特定のタイプ限定で効果が適用されるスキルもある。また、キャラクターは能力値の伸び方の他にも、攻撃の種類によってタイプ分けされており、単一のカードのみを攻撃するタイプもあれば、相手全体を攻撃するタイプもある。
属性
本作に登場するカードは、赤・緑・青・黄・紫のいずれかの属性に属する。赤・緑・青は三すくみの関係（例として赤は緑に強く、青に弱い）、黄・紫は互いに弱点の関係である。属性色はカードの枠や背景、カード右下の色ぷよのマークとして示されている。
後に☆6以上で2つの属性を持つカードも登場し、その場合はカードの左側の色が主属性、右側の色が副属性となる。カード右下の色ぷよマークは2つとなっており、主属性が大きく、副属性が小さく描かれている。どちらの色を消しても攻撃できるが、カード自体の色は主属性の方として扱われ、副属性の攻撃力は主属性の3分の1の補正を受ける。
レベル
キャラクターのレベル。経験値が一定の量に達することによって、レベルアップする。レベルの上限に達したカードは特定の素材用カードを使用する事によって、レアリティの高いカードへ「へんしん合成」できる。
☆1最大Lv.15、☆2最大Lv.30、☆3最大Lv.50、☆4最大Lv.70、☆5最大Lv.99・☆6最大Lv.99 - Lv.120、☆7最大Lv.120
レアリティ
カードの基礎能力や成長限界の高さ。レアリティは☆1から☆7まで存在するが、全てのカードに全種類が用意されているわけではなく、一部のレアリティのみしか存在しないカードが多い。これらはアップデートにより、上位のレアリティが実装されることがある。
レアリティは「へんしん合成」によって上昇し、カードのイラストや図鑑のセリフ、キャラクターの紹介文なども変化する。キャラクターによっては、スキルやコンビネーションも変化するケースがある。ほとんどのキャラクターカードは☆6もしくは☆7までレアリティを上げることが可能で、「希少度」という意味よりは、実質的にはレベルの延長のような育成度合いを示すパラメーターとなっている。
2016年以降に実装された一部のカードは、☆6にすると前述した副属性が付加される。
2016年12月以降の一部のイベントで獲得できる報酬カードは☆6からさらに☆6・Sに変身させることが可能で、☆6・Sになると副属性が追加されたり、性能が若干強化される。
2017年8月以降に、一部のカードに実装されている☆7へのへんしんは通常とは異なり、「☆7へんしんボード」という特殊なシステムを介する必要があり、☆7は原則としてイベントやカードの召喚から直接入手することが出来ない。
コスト
デッキ編集の自由度に影響する値。基本的にレアリティやステータス値の高いカードほどコストも上がる傾向にある。
プレイヤーは「デッキコスト上限」というパラメーターを持っており、デッキを組む際は内容カードの合計コストがデッキコスト上限を超えてはならない。デッキコスト上限はユーザーランクの上昇で緩和されてゆく。
リーダースキル
リーダー（デッキの筆頭にあるカード）ならびにサポーターに設定されている時に限り、常時発動する効果。内容としては、特定の味方カードのスターテスを上げたり、開始直後にフィールドに特定の効果を発動させるなどがある。
スキル
プレイヤーが任意に発動できる特殊能力。発動するには、通常攻撃時に主属性と同じ色のぷよを、キャラクター（カード）ごとに決められた数を消す必要があり、スキルが発動できる状態になると当該カードが上に上がって点滅する。
具体的な効果としては、連鎖せずに相手へ攻撃をしかける、なぞり消しの増加、味方の残体力を回復する、一時的にステータスを増減させる、フィールドに干渉しぷよ・ハートBOX・プリズムボールを増やすなどがある。
なお、スキルを発動できる状態で使用せずに維持した場合、使用するまでに消した数はカウントされない。
同じカード（一部の亜種でも可能）や特殊素材（スキルプースラ、紫の秘伝書）を合成することによって、スキル経験値を溜めてスキルレベルを上昇させることが可能となっており、必要となるぷよの数が1レベルごとに1つ少なくなる（最大5個）。また、キャラクター（カード）によってはレアリティが上がることによって、必要なぷよの数が少なくなるケースもある。
クエストによってはCPU側もスキルを用いてくるケースがある。
クエスト（主に高難易度の物）やイベントによってはステージ効果として、スキルを発動させるのに必要なぷよの数が通常の1.5倍や2倍ないしは特定の個数（10個など）増えたり、1ターンに発動できる枚数に制限がかけられる。他にも、逆に必要なぷよの数が半分になったり、スキルを全く使用出来ないパターンもある。
特攻スキル
イベントなど期間限定で、特定のキャラクターに付加される効果。主に、イベント用収集アイテムのドロップ数を増やすなどといった効果が発動する。カードのレアリティや性能が高いほど付加される効果が高く、当該イベントに特攻キャラクターをデッキにセットすると、そのキャラクターのステータスもアップする。

### ギルド
オンラインゲームの特徴としてギルドというコミュニティ機能があり、ゲームの進行が有利になる利点がある。掲示板での交流、畑でぷよ野菜を育てて交換する、ギルドタワーによるステータスボーナス、メンバーからのサポートが受けられるなどの特典のほか、ギルドで協力してプレイするイベントも定期的に行われる。また、ギルド単位で他のギルドに移転することができるようになった。
ギルドタワーはクエストやバトルで獲得することができるTP（タワーポイント）を消費することで、ギルドメンバーによる建設が可能。より高くのタワーを建設することにより受けられるステータスボーナスが増え、ギルドレベルも比例して上がっていく。

### ぷよクエBBS
本作にはぷよクエBBSという、アプリ内限定のスレッドフロート型掲示板機能があり、ギルドメンバーの募集、攻略情報の交換が行える。掲示板カテゴリーには「雑談」もあり、本作に特に関連のない雑談で他のユーザーと交流することもできる。

## 制作

### 企画
本作の企画は2011年秋ごろに始動しており、このときは『ぷよぷよ!! Puyopuyo 20th anniversary』の派生作品という位置づけだった。携帯電話向けの無料ゲームアプリが主流となる中で、スマートフォン向けのゲームも流行しつつあったため、「短時間で手軽に遊べる新しい『ぷよぷよ』を携帯電話で」という方針が定まった。

### 開発
従来の『ぷよぷよ』はスマートフォン向けにも配信されていたが、タッチパネルとの相性には課題があったため、開発ディレクターの井上雅之らは、最初に「片手持ちかつ親指だけで遊べる」というゲームスタイルを前提に仕様を考えた。
企画当初は、ぷよを積む方式も考案されたが、ゲームデザインがスマートフォンとかみ合わないことに加え、一般のユーザーが遊びにくいということで却下された。
そこで、『ぷよぷよ! Puyopuyo 15th anniversary』の公式ウェブサイト内のミニゲーム「ぷよぷよ!スナイパー」のシステムを発展させた「1つ以上の任意のぷよを消し、連鎖を誘発させる」というシステムを構築し、そこへAndroid向けに配信した『ぷよぷよナラベ』のシステムも、たたき台として取り入れられた。また、緩急をつけるために『ぷよぷよ! Puyopuyo 15th anniversary』及び『ぷよぷよフィーバー』のフィーバーモードに相当する要素も「だいれんさチャンス」として取り入れられた。
一方で、『ぷよぷよ』らしさを保つため、「同じ色のぷよが4つ以上くっついたら消える」という『ぷよぷよ』の基本ルールや、ぷよぷよがくっついたり消えたりするアニメーションなども取り入れられた。
また、ユーザーアンケートの結果を踏まえたうえで、導入された機能もある。
たとえば、2017年の大型アップデートでは、「ギルドで集まってプレイするのが楽しい」「アルルをはじめとするおなじみのキャラクターや初期キャラクターをコツコツ育てたい」という意見を踏まえ、ギルド内に「とっくん」用のぷよ野菜（アイテム）を栽培できる「農園」を用意したほか、ギルドタワーだけでなく「農園」にも「野菜泥棒」という形で多人数戦を用意した。
また、一部キャラクターの「とっくん」には「まんざいデモ」が用意されたほか、これと関連した強化策として「★7へんしんボード」も用意された。

### セッティング
初めて遊ぶプレイヤーがシリーズや本作の世界観を理解しやすくするため、既存のキャラクターのイメージを崩さないように細心の注意が払われた一方、本作で初めて登場するキャラクターにも専用の台詞が設けられた。
本作を初出とするキャラクター群は、家庭用ゲーム機向け『ぷよぷよ』の開発チームのスタッフが取り仕切っており、キャラクターに個性を持たせるよう心掛けられた。

### 他作品・店舗とのコラボレーション
本作では、定期的にぷよぷよシリーズ以外の作品とのコラボレーション企画を行っている。
これらの企画では、コラボ先のキャラクター、またはコラボ先のキャラクターの衣装を身に付けたぷよぷよキャラクターや、限定ストーリーが用意される。一部のコラボレーションでは、アプリアイコンやホーム画面のユーザーインターフェース、およびBGMなどがコラボ先に合わせた特別仕様に変化する。
一例として、2017年1月に行われた『ソニック・ザ・ヘッジホッグ』とのコラボレーションにおいては、同作に寄せたユーザインターフェースや効果音が用意された。また、同作のBGMも用意されており、中には本作初となるボーカル曲も含まれていた。『ぷよぷよ』シリーズ総合プロデューサーの細山田水紀は、ユーザーアンケートの結果をみて『ソニック』シリーズとのコラボレーションを決めたと2017年1月のファミ通Appとのインタビューの中で話しており、本作の開発チーム内に『ソニック』シリーズにかかわっていた者が多くいることが強みだったとしつつも、スタッフの愛により最大級のボリュームを持つコラボイベントとなったと振り返っている。また、細山田は同様の理由から、『ぷよクエ』キャラクターのソニック衣装バージョンのデザインもうまくいったと説明している。
2021年5月下旬に行われた『Yes!プリキュア5GoGo!』とのコラボ企画も、ユーザーアンケートの結果を踏まえたものであり、本作の開発チーム内にはそのような番組に詳しい者が多かったため、コラボ決定後のアイデア出しがうまくいったと、細山田は同コラボ実装前後に行われた4Gamer.netとのメールインタビューの中で振り返っている。
また、コラボ先には実在の飲食店が選ばれることもあり、たとえば2016年秋に行われた中華料理店チェーン・バーミヤンとのコラボレーションでは、コラボ仕様のキャラクターやクーポンがゲーム内で手に入るだけでなく、バーミヤンの店舗にて期間限定のメニューが用意された。
2021年のまんたんウェブの記事によると、『ぷよクエ』側のキャラクターの作りこみによって、他作品とのコラボレーションがしやすくなったとされている。
また、細山田は、コラボ相手となる作品の原作者が『ぷよぷよ』の大ファンでコラボを承諾するケースも多いと、まんたんウェブの取材に対して答えており、本作における暴力表現の少なさも評価されているとも話している。

#### コラボ一覧
アニメ
| - 名探偵コナン - おそ松さん - BLEACH - 新世紀エヴァンゲリオン - ルパン三世 PART5 - Dr.スランプ アラレちゃん - おジャ魔女どれみ - 聖闘士星矢 - ゲゲゲの鬼太郎 - カードキャプターさくら - ハイキュー!! TO THE TOP - 銀魂 - 美少女戦士セーラームーンCrystal/劇場版 美少女戦士セーラームーンEternal - プリキュアシリーズ - Yes!プリキュア5GoGo! - ふたりはプリキュア Max Heart - ふたりはプリキュア Splash☆Star - 魔法つかいプリキュア! - Re:ゼロから始める異世界生活 - 映画ドラえもん のび太の宇宙小戦争 2021 - 呪術廻戦 - 新テニスの王子様 - TIGER & BUNNY 2 - 魔法少女まどか☆マギカ - 推しの子 |

ゲーム
| - モンスターハンター - ぷよぷよクロニクル - ソニック・ザ・ヘッジホッグ - サクラ大戦シリーズ - ぷよぷよテトリス・ぷよぷよテトリス2 - ペルソナQ2 ニュー シネマ ラビリンス - 実況パワフルプロ野球 - スペースチャンネル5 - チェインクロニクル - 新サクラ大戦 - ファンタシースターオンライン2 - オシャレ魔女 ラブandベリー - 甲虫王者ムシキング |

その他の版権タイトル・キャラクター
| - ガチャピン&ムック（ひらけ!ポンキッキ及びポンキッキシリーズより） - 仮面ライダーシリーズ - サンリオキャラクターズ - 初音ミクをはじめとした6名のバーチャル・シンガー |

飲食店（店舗と連携したキャンペーンを開催していた）
| - 築地銀だこ - ケンタッキーフライドチキン - ミニストップ - スイーツパラダイス - バーミヤン |

### リニューアル
2021年10月27日には、ゲーム内容の大幅なリニューアルが実施された。このリニューアルに関してハリガネスケルトンが2021年にまんたんウェブとのインタビューで語ったところによると、リニューアルの話が2019年ごろから持ち上がっていたとされている。この時点で本作はゲームとして成熟していたものの、起爆剤が欲しいと考えていたとハリガネスケルトンは振り返っている。
リニューアルにあたり、ひたすらぷよを消していく「とことんぷよぷよ」も、本編とは別のモードとして収録された。
その理由について、ハリガネスケルトンは「他のタイトルと比べてもぷよクエのユーザー層は幅広く、『ぷよぷよ』を遊んだことのない方も多かった。そんな方に『ぷよぷよ』も楽しんでほしいし知ってほしかった」と説明しており、このモードをきっかけに本作を知ってほしくもあり、本作をきっかけに『ぷよぷよ』を知ってほしいと話している。
また、新規プレイヤーの取り込みを図るため、時空探偵あたりとその仲間たちを主題としたメインストーリーが用意された。
リニューアルから一年が経った2022年10月中旬より、「リニューアル1周年＆9.5周年キャンペーン」として特定の召喚が100連無料になるなど、大規模なイベントが開催された。

## 反響
本作のiphone版は2013年の時点で200万ダウンロードを突破した。2022年10月時点で、2200万ダウンロードを突破したとされている。また、本作はCEDEC AWARDS 2014の優秀賞にノミネートされた。
『ぷよぷよ』シリーズ総合プロデューサーの細山田水紀は2019年のインタビューの中で、配信直後からダウンロード数が多かったことを認めた一方、「自分の知っている（落ち物パズルとしての）『ぷよぷよ』と違う」といった批判も少なくなかったと振り返っている。
また、細山田は2021年のインタビューの中で、会社もファンも応援してくれるため、本作が8周年を迎えることができたと話しており、本作がなければ『ぷよぷよテトリス』の開発といったさらなる発展はなかっただろうとしている。

## CM出演者
セガネットワークス・スマートフォン版
- 辻元舞（2013年）
- 栗山千明（2014年4月 - ）
- AAA（2015年4月 - ）
- 中田敦彦（2016年9月 - ）
- 福原遥（2021年10月 - ）